# Itsuka Kono Koi o Omoidashite Kitto Naite Shimau
Itsuka Kono Koi o Omoidashite Kitto Naite Shimau (いつかこの恋を思い出してきっと泣いてしまう) là phim truyền hình Nhật Bản chiếu trên Fuji TV từ ngày 18 tháng 5 năm 2016 vào thứ Hai hàng tuần lúc 21:00. Kịch bản do Yūji Sakamoto viết (người từng sản xuất bộ phim Tokyo Love Story) . Kasumi Arimura và Kengo Kora đóng vai chính.

## Cốt truyện
Itsuka Kono Koi o Omoidashite Kitto Naite Shima là câu chuyện kể về tình yêu, tình bạn và sự trưởng thành của 6 người nam nữ thanh niên, chuyển từ miền quên lên thủ đô Tokyo sống với những ước mơ và khát vọng riêng. Trong số họ là Sugihara Oto và Soda Ren
Sau khi mẹ cô mất, Oto đã được cha mẹ nuôi nuôi lớn ở Hokkaido. Mặc dù cô đã từ bỏ mọi ước vọng và giấc mơ lớn lao cho tương lai của mình, cô ấy vẫn luôn sống tích cực và đối mặt với cuộc sống với thái độ lạc quan. Một ngày nọ, cô phát hiện ra sự thật rằng cha mẹ nuôi của cô đang có kế hoạch gả cô cho một người đàn ông giàu có trong thị trấn để giải quyết nợ nần.
Soda Ren đã được ông nội nuôi lớn ở Fukushima. Anh làm việc chăm chỉ tại một công ty phụ trách chuyển đồ ngày qua ngày để kiếm tiền mua lại mảnh đất của ông nội để họ có thể bắt đầu trồng trọt như xưa.
Tình cờ, Oto và Ren gặp ở Hokkaido và họ quyết định chuyển đến Tokyo để tìm cuộc sống mới và thay đổi số phận và tương lai. Tuy nhiên, ngay khi họ đến Tokyo, họ đã lạc nhau giữa đám đông... -- Fuji TV

## Diễn viên
- Kasumi Arimura trong vai Oto Sugihara
- Kengo Kora trong vai Ren Soda
- Mitsuki Takahata trong vai Kihoko Hinata
- Takahiro Nishijima (nhóm nhạc AAA) trong vai Asahi Ibuki
- Aoi Morikawa trong vai Konatsu Ichimura

## Tập phim
| Tập | Tên tập                                                              | Đạo diễn bởi   | Ngày công chiếu     | Tỉ lệ theo dõi (%) |
| --- | -------------------------------------------------------------------- | -------------- | ------------------- | ------------------ |
| 1   | "失くした手紙が繋いだ奇跡...二人は出逢った"                          | Michiko Namiki | 18 tháng 1 năm 2016 | 11.6               |
| 2   | "東京編スタート 都会の現実、募る想い...もう一度会いたい戻れない距離" | Michiko Namiki | 25 tháng 1 năm 2016 | 9.6                |
| 3   | "突然のキス、幸せな1日"                                              | Yūsuke Ishii   | 1 tháng 2 năm 2016  | 10.0               |
| 4   | "あなたを好きになりました"                                           | Mai Takano     | 8 tháng 2 năm 2016  | 8.9                |
| 5   | "第一部・完結編 突然のさよなら...訪れた運命の日"                     | Michiko Namiki | 15 tháng 2 năm 2016 | 8.8                |
| 6   | "衝撃の再会"                                                         | Yūsuke Ishii   | 22 tháng 2 năm 2016 | 10.7               |
| 7   | "明かされる真実 彼に何が起きたのか"                                  | Mai Takano     | 29 tháng 2 năm 2016 | 8.9                |
| 8   | "好きです"                                                           | Michiko Namiki | 7 tháng 3 năm 2016  | 8.8                |
| 9   | "決意のとき、別れの夜"                                               | Yūsuke Ishii   | 14 tháng 3 năm 2016 | 9.4                |
| 10  | "永遠の約束"                                                         | Michiko Namiki | 21 tháng 3 năm 2016 | 10.2               |

## Tỉ lệ theo dõi
Tập đầu tiên đạt tỉ lệ theo dõi cao nhất với 11.6% ở khu vực Kantō và có tỉ lệ theo dõi trung bình là 9.7%.

## Giải thưởng
| Năm  | Giải thưởng                                            | Hạng mục/Người được đề cử                                                   |
| ---- | ------------------------------------------------------ | --------------------------------------------------------------------------- |
| 2016 | Giải phim truyền hình CONFiDENCE lần thứ 3             | Phim truyền hình xuất sắc nhất                                              |
| 2016 | Giải phim truyền hình CONFiDENCE lần thứ 3             | Diễn viên trẻ xuất sắc nhất (Takahiro Nishijima)                            |
| 2016 | Giải phim truyền hình CONFiDENCE lần thứ 3             | Kịch bản gốc xuất sắc nhất (Yuji Sakamoto)                                  |
| 2016 | Giải Viện Hàn lâm phim truyền hình lần thứ 88          | Nam diễn viên chính xuất sắc nhất (Kengo Kora)                              |
| 2016 | Liên hoan phim truyền hình quốc tế tại Tokyo lần thứ 9 | Giải xuất sắc cho loạt phim truyền hình                                     |
| 2016 | Liên hoan phim truyền hình quốc tế tại Tokyo lần thứ 9 | Giải thưởng cho bài hát chủ đề ("Asu e no Tegami" thể hiện bởi Aoi Teshima) |

## Bên ngoài đường dẫn
- Website chính thức (tiếng Nhật)
- Itsuka Kono Koi o Omoidashite Kitto Naite Shimau trên Internet Movie Database